# Emel Mathlouthi
Emel Mathlouthi, in arabo آمال المثلوثي (Tunisi, 11 gennaio 1982), è una cantautrice tunisina.
Ha iniziato ad avere fama durante la rivoluzione dei Gelsomini con canzoni di protesta quali Ya Tounes ya meskina e Kelmti Horra. Il suo primo album in studio è uscito nel 2012.
Emel Mathlouthi vive tra il suo paese d'origine, la Francia e gli Stati Uniti.

## Biografia
Emel Mathlouthi, nata nel 1982 in Tunisia, è una cantante, cantautrice e produttrice musicale. All’età di circa vent’anni scopre la musica dei cantanti arabi impegnati, come Cheikh Imam e Marcel Khalifa, oltre al repertorio della cantautrice folk americana Joan Baez.
Nel 2006, Emel Mathlouthi è finalista della prima edizione del premio RMC Medio Oriente.
L'11 dicembre 2015, Emel Mathlouthi viene invitata a cantare a Oslo durante la cerimonia di consegna del Premio Nobel per la Pace, assegnato al Quartetto del dialogo nazionale tunisino.

## Discografia
Album in studio
- 2012 - Kelmti horra
- 2017 - Ensen
- 2019 - Everywhere We Looked Was Burning
- 2020 - The Tunis Diaries
- 2024 - MRA

Partecipazioni a compilation
- 2013 - The Rough Guide to Arabic Revolution